# Aerinita
La aerinita es un mineral, un raro  silicato que incluye también iones carbonato, que pertenece al grupo de los piroxenos. El nombre viene del griego "aerinos" que significa azul-cielo, en referencia a su color. Fue descrito por primera vez por Lasaulx (1876) a partir de un ejemplar del museo de Breslavia que supuestamente era un mineral de cobalto procedente de Aragón. Aunque determinó que no contenía cobalto, inicialmente no se pudo aclarar el origen, dado que era un material que se vendía como recuerdo o curiosidad a los viajeros que visitaban  el pirineo francés.  En 1882, el geólogo  Luis Mariano Vidal encontró el mineral in situ en Caserras del Castillo, localidad que actualmente pertenece al municipio de Estopiñán del Castillo, en Huesca (España). Su estructura es muy compleja, y solamente se determinó hace relativamente poco tiempo por Ríus et al (2004) habiendo sido refinada posteriormente.

## Formación y yacimientos
Es un mineral que se encuentra en venas de doleritas toleíticas (ofitas) que han sufrido proceso de diapirismo, formándose a temperaturas relativamente bajas, entre 110 °C y 250 °C. Se encuentra como masas compactas del color que le da nombre, azul cielo, a veces con estructura hojosa, y más raramente como agregados fibrosos. Aparece asociada con escolecita, prehnita y calcita.
Es un mineral típico de los afloramientos ofíticos de los Pirineos de Huesca y Lérida. Se ha encontrado en varios yacimientos en el municipio de Estopiñán del Castillo, en Camporrells y en Juseu, cerca de Tartareu, y en Vilanova de la Salen el municipio del término municipal de Les Avellanes i Santa Linya. En Francia es importante el yacimiento de St. Pendelon, en las Landas.

## Utilización
La aerinita se utilizó como pigmento azul en las pinturas románicas de muchas iglesias del Pirineo de Huesca y de Lérida, y también en algunas francesas y ocasionalmente de otras regiones, incluyendo la más famosa de ellas, el Pantocrátor de la iglesia de San Clemente de Tahull. Resiste muy bien el paso del tiempo, pero no el calentamiento intenso, que hace que cambie de color de azul a marrón oscuro. Esta es una de las razones del deterioro de los frescos del monasterio de Vilanueva de Sigena, que fueron dañados por un incendio durante la Guerra Civil